# 许由墓 (登封市)
许由墓，位于位于河南省登封市东南20公里的东华镇刘庄村，为上古高士许由的墓冢。墓位于箕山上，由大小两圈石寨围绕，箕山脚下建有许由庙，2016年1月22日被合并列入第七批河南省文物保护单位。